# Sri-lankische Cricket-Nationalmannschaft in Neuseeland in der Saison 2014/15
Die Tour der sri-lankischen Cricket-Nationalmannschaft in Neuseeland in der Saison 2014/15 fand vom 26. Dezember 2014 bis zum 29. Januar 2015 statt. Die internationale Cricket-Tour war Teil der internationalen Cricket-Saison 2014/15 und umfasste zwei Test Matches und sieben ODIs. Neuseeland gewann die Testserie 2-0 und die ODI-Serie 4-2. Das erste Test Match im Hagley Oval war das erste große Sportereignis in der Stadt seit dem Christchurch-Erdbeben vom Februar 2011.

## Vorgeschichte

### Einordnung
Sri Lanka hatte zuvor England zu Gast, wobei sie auch dort sieben ODIs spielten und gewannen. Neuseeland spielte zuvor eine vollständige Tour in den Vereinigten Arabischen Emiraten gegen Pakistan. Nach Ende der Tour blieb die Sri-lankische Nationalmannschaft in Neuseeland, da am 14. Februar der Cricket World Cup 2015 begann, bei dem Australien und Neuseeland die Gastgeber waren. Dort bestritten sie das Eröffnungsspiel, bei dem sich Neuseeland durchsetzen konnte. Das letzte Aufeinandertreffen der beiden Mannschaften zu einer Tour fand im Jahr zuvor in Sri Lanka statt.

## Stadien
Die folgenden Stadien wurden für die Tour als Austragungsort vorgesehen und am 3. Juni 2014 festgelegt. Dabei feierte das Hagley Oval in Wellington sein Debüt als Test-Stadion.
| Stadion         | Stadt        | Kapazität | Spiele          |
| --------------- | ------------ | --------- | --------------- |
| Eden Park       | Auckland     | 50.000    | 3. ODI          |
| Hagley Oval     | Christchurch | 20.000    | 1. Test; 1. ODI |
| University Oval | Dunedin      | 6.000     | 5. & 6. ODI     |
| Seddon Park     | Hamilton     | 10.000    | 2. ODI          |
| McLean Park     | Napier       | 22.500    | 4. ODI          |
| Basin Reserve   | Wellington   | 13.000    | 2. Test         |
| Westpac Stadium | Wellington   | 33.000    | 7. ODI          |

## Kaderlisten
Sri lanka benannte seinen Test-Kader am 9. Dezember, und seinen ODI-Kader am 30. Dezember 2014. Neuseeland gab seinen Test-Kader am 20. Dezember 2014 bekannt.
| Test | Test | ODI | ODI |
| Neuseeland | Sri Lanka | Neuseeland | Sri Lanka |
| --- | --- | --- | --- |
| - Brendon McCullum (K) - Trent Boult - Doug Bracewell - Dean Brownlie - Mark Craig - Tom Latham - James Neesham - Hamish Rutherford - Tim Southee - Ross Taylor - Neil Wagner - BJ Watling (wk) - Kane Williamson | - Angelo Mathews (K) - Dushmantha Chameera - Dinesh Chandimal - Niroshan Dickwella (wk) - Shaminda Eranga - Rangana Herath - Prasanna Jayawardene (wk) - Dimuth Karunaratne - Tharindu Kaushal - Suranga Lakmal - Dilruwan Perera - Nuwan Pradeep - Dhammika Prasad - Kumar Sangakkara - Kaushal Silva - Lahiru Thirimanne | - Brendon McCullum (K) - Corey Anderson - Trent Boult - Grant Elliott - Martin Guptill - Matt Henry - Tom Latham - Mitchell McClenaghan - Nathan McCullum - Kyle Mills - Adam Milne - Tim Southee - Ross Taylor - Luke Ronchi (wk) - Daniel Vettori - Kane Williamson | - Angelo Mathews (K) - Lahiru Thirimanne (VK) - Dushmantha Chameera - Dinesh Chandimal (wk) - Tillakaratne Dilshan - Shaminda Eranga - Rangana Herath - Mahela Jayawardene - Dimuth Karunaratne - Nuwan Kulasekara - Suranga Lakmal - Lasith Malinga - Jeevan Mendis - Thisara Perera - Dhammika Prasad - Kumar Sangakkara - Sachithra Senanayake |

## Tour Match
| 21. – 22. Dezember Scorecard | Queenstown | Sri Lankans 173-9d (59) & 261-8d (62.2) | – | New Zealand Chairman’s XI 125 (39.5) |
|                              |            | Remis                                   |   |                                      |

## Tests

### Erster Test in Christchurch
| 26. – 30. Dezember 2014 Scorecard | Christchurch | Neuseeland 441 (85.5) & 107-2 (30.4) | – | Sri Lanka 138 (42.4) & 407 (154) (f/o) |
|                                   |              | Neuseeland gewinnt mit 8 Wickets     |   |                                        |

### Zweiter Test in Wellington
| 3. – 7. Januar 2015 Scorecard | Wellington (BR) | Neuseeland 221 (55.1) & 524-5d (172) | – | Sri Lanka 356 (102.1) & 196 (72.4) |
|                               |                 | Neuseeland gewinnt mit 193 Runs      |   |                                    |

## One-Day Internationals

### Erstes ODI in Christchurch
| 11. Januar Scorecard | Christchurch | Sri Lanka 218-9 (50)             | – | Neuseeland 219-7 (43) |
|                      |              | Neuseeland gewinnt mit 3 Wickets |   |                       |

### Zweites ODI in Hamilton
| 15. Januar Scorecard | Hamilton | Neuseeland 248 (50)             | – | Sri Lanka 252-4 (47.4) |
|                      |          | Sri Lanka gewinnt mit 6 Wickets |   |                        |

### Drittes ODI in Auckland
| 17. Januar Scorecard | Auckland | Neuseeland 145-3 (28.5/43) | – | Sri Lanka |
|                      |          | Spiel abgebrochen          |   |           |

Das Spiel musste dreimal wegen Regen unterbrochen werden, so dass es schließlich nach 28.5 Overs abgebrochen wurde.

### Viertes ODI in Nelson
| 20. Januar Scorecard | Nelson | Sri Lanka 276 (49.4)             | – | Neuseeland 280-6 (48.1) |
|                      |        | Neuseeland gewinnt mit 4 Wickets |   |                         |

### Fünftes ODI in Dunedin
| 23. Januar Scorecard | Dunedin | Neuseeland 360-5 (50)           | – | Sri Lanka 252 (43.5) |
|                      |         | Neuseeland gewinnt mit 108 Runs |   |                      |

### Sechstes ODI in Dunedin
| 25. Januar Scorecard | Dunedin | Neuseeland 315-8 (50)           | – | Sri Lanka 195 (40.3) |
|                      |         | Neuseeland gewinnt mit 120 Runs |   |                      |

### Siebtes ODI in Wellington
| 29. Januar Scorecard | Westpac Stadium | Sri Lanka 287-6 (50)          | – | Neuseeland 253 (45.2) |
|                      |                 | Sri Lanka gewinnt mit 34 Runs |   |                       |

## Statistiken
Die folgenden Cricketstatistiken wurden bei dieser Tour erzielt.
| Tests              | Tests      | Tests   | Tests   | Tests   | Tests   | Tests   | Tests   | Tests   |
| Batting            | Batting    | Batting | Batting | Batting | Batting | Batting | Batting | Batting |
| Spieler            | Mannschaft | Spiele  | Innings | Runs    | Average | HS      | 100s    | 50s     |
| ------------------ | ---------- | ------- | ------- | ------- | ------- | ------- | ------- | ------- |
| Kane Williamson    | Neuseeland | 2       | 4       | 396     | 198,00  | 242*    | 1       | 2       |
| Brendon McCullum   | Neuseeland | 2       | 3       | 217     | 72,33   | 195     | 1       | 0       |
| Kumar Sangakkara   | Sri Lanka  | 2       | 4       | 215     | 53,75   | 203     | 1       | 0       |
| Dimuth Karunaratne | Sri Lanka  | 2       | 4       | 185     | 46,25   | 152     | 1       | 0       |
| BJ Watling         | Neuseeland | 2       | 3       | 179     | 89,50   | 142*    | 1       | 0       |
| Bowling            |            |         |         |         |         |         |         |         |
| Spieler            | Mannschaft | Spiele  | Overs   | Wickets | Average | BBI     | 5W      | 10W     |
| Trent Boult        | Neuseeland | 2       | 95      | 11      | 23,18   | 4/100   | 0       | 0       |
| Tim Southee        | Neuseeland | 2       | 92.4    | 8       | 29,50   | 4/91    | 0       | 0       |
| Nuwan Pradeep      | Sri Lanka  | 1       | 53      | 7       | 25,71   | 4/63    | 0       | 0       |
| James Neesham      | Neuseeland | 2       | 25.4    | 6       | 16,50   | 3/42    | 0       | 0       |
| Mark Craig         | Neuseeland | 2       | 75.1    | 6       | 32,66   | 4/53    | 0       | 0       |
| Suranga Lakmal     | Sri Lanka  | 2       | 74.5    | 6       | 44,33   | 3/71    | 0       | 0       |

| ODIs                 | ODIs       | ODIs    | ODIs    | ODIs    | ODIs    | ODIs    | ODIs    | ODIs    |
| Batting              | Batting    | Batting | Batting | Batting | Batting | Batting | Batting | Batting |
| Spieler              | Mannschaft | Spiele  | Innings | Runs    | Average | HS      | 100s    | 50s     |
| -------------------- | ---------- | ------- | ------- | ------- | ------- | ------- | ------- | ------- |
| Tillakaratne Dilshan | Sri Lanka  | 7       | 6       | 397     | 66,16   | 116     | 2       | 1       |
| Kumar Sangakkara     | Sri Lanka  | 7       | 6       | 321     | 64,20   | 113*    | 1       | 2       |
| Kane Williamson      | Neuseeland | 5       | 5       | 295     | 59,00   | 103     | 1       | 2       |
| Luke Ronchi          | Neuseeland | 7       | 6       | 279     | 69,75   | 170*    | 1       | 0       |
| Mahela Jayawardene   | Sri Lanka  | 7       | 6       | 278     | 46,33   | 104     | 1       | 1       |
| Bowling              |            |         |         |         |         |         |         |         |
| Spieler              | Mannschaft | Spiele  | Overs   | Wickets | Average | BBI     | 5W      | 10W     |
| Mitchell McClenaghan | Neuseeland | 6       | 41      | 10      | 22,60   | 4/36    | 0       | 0       |
| Corey Anderson       | Neuseeland | 7       | 41      | 9       | 28,00   | 4/52    | 0       | 0       |
| Nuwan Kulasekara     | Sri Lanka  | 6       | 52      | 8       | 36,87   | 2/43    | 0       | 0       |
| Tim Southee          | Neuseeland | 4       | 27.4    | 7       | 21,57   | 3/59    | 0       | 0       |
| Adam Milne           | Neuseeland | 3       | 25      | 5       | 25,20   | 2/28    | 0       | 0       |
| Trent Boult          | Neuseeland | 4       | 38      | 5       | 34,60   | 4/44    | 0       | 0       |

## Player of the Series
Als Player of the Series wurden die folgenden Spieler ausgezeichnet.
| Serie | Player of the Series |
| ----- | -------------------- |
| ODI   | Kane Williamson      |

### Player of the Match
Als Player of the Match wurden die folgenden Spieler ausgezeichnet.
| Spiel   | Player of the Match       |
| ------- | ------------------------- |
| 1. Test | Brendon McCullum          |
| 2. Test | Kane Williamson           |
| 1. ODI  | Corey Anderson            |
| 2. ODI  | Tillakaratne Dilshan      |
| 4. ODI  | Kane Williamson           |
| 5. ODI  | Grant Elliott Luke Ronchi |
| 6. ODI  | Corey Anderson            |
| 7. ODI  | Kumar Sangakkara          |